# Юрга Иванаускайте
Юрга Иванаускайте (на литовски: Jurga Ivanauskaitė; 14 ноември 1961, Вилнюс – 17 февруари 2007 г., Вилнюс) е литовска художничка, писателка и пътешественичка.

## Биография
Баща на писателката е сценографа и художник Игор Иванов, а майка ѝ е изкуствоведа Ингрида Корсакайте.
Юнга завършва Художествения институт във Вилнюс (сега Вилнюска художествена академия), където се занимава с графика. През 1993 – 1995 г. пътува до Индия, Непал и Тибет. Пропагандира будизма и е член на движението за освобождение на Тибет.
Живее във Вилнюс. През последните години боледува от рак. Погребана е в Антоколското гробище.

## Творчество
Първият си сборник с разкази „Pakalnučių metai“ издава през 1985 г. Става известна благодарение на „Ragana ir lietus“, осъден от католическата църква в Литва. По мотиви от романа е заснет игралния филм „Nuodėmės užkalbėjimas“. Авторка е на разкази, шест романа, приказки за деца, документална проза, стихотворения, а също есеистични и публицистични произведения.
Произведенията ѝ са преведени на много езици, включително и на руски, английски, латвийски, немски, полски, чувашки.

## Памет
През 2008 г. роднини, приятели и почитатели на творчеството на писателката създават Център за творческото наследство на Юрга Иванаускайте (на литовски: „Jurgos Ivanauskaitės kūrybos paveldo centras“). От този център е учредена годишна литературна награда на името на Юрги Иванаускайте. През април 2008 г. площадът в началото на улица Агуон във Вилнюс, на която е живяла Юрга Иванаускайте, е кръстен на нейното име.

## Издания
- Pakalnučių metai: novelių rinkinys. Vilnius: Vaga, 1985; Tyto alba, 2003.
- Mėnulio vaikai: romanas. Vilnius: Vaga, 1988.
- Kaip užsiauginti baimę: novelių ir apsakymų rinkinys. Vilnius: Vaga, 1989.
- Stebuklinga spanguolė: pasaka vaikams su autorės iliustracijomis. Vilnius: Vyturys, 1991.
- Pragaro sodai: romanas. Vilnius: Vaga, 1992.
- Agnijos magija: romanas. Vilnius: Vaga, 1995.
- Ištremtas Tibetas: publicistika. Vilnius: Tyto alba, 1996.
- Kelionė į Šambalą: romanas. Vilnius: Tyto alba, 1997.
- Prarasta pažadėtoji žemė: romanas. Vilnius: Tyto alba, 1999.
- Sapnų nublokšti: romanas. Vilnius: Tyto alba, 2000.
- Ragana ir lietus: romanas. Vilnius: 1993; Tyto alba, 2002.
- Placebas: romanas. Vilnius: Tyto alba, 2003.
- Kelionių alchemija: esė. Vilnius: Tyto alba, 2003.
- Šokis dykumoje: eilėraščiai. Vilnius: Tyto alba, 2004 (Vilnius: Vilniaus spauda). 149, p.: iliustr. Tir. [1000] egz. ISBN 9986-16-374-9.
- Kaip Marsis Žemėje laimės ieškojo: pasaka. Vilnius: Tyto alba, 2004.
- Švelnūs tardymai: interviu. Vilnius: Tyto alba, 2005.
- Miegančių drugelių tvirtovė: romanas. Vilnius: Tyto alba, 2005.
- Odė džiaugsmui: eilėraščiai. Vilnius: Tyto alba, 2007.
- Viršvalandžiai: esė. Vilnius: Tyto alba, 2007.
- Nežaiskite su mėnuliu: pjesės. Vilnius: Tyto alba, 2008.
- Eilėraščiai (dviejų knygų komplektas): Šokis dykumoje (1), Odė džiaugsmui (2). 480 p. Vilnius: phocaBooks, 2015. ISBN 978-609-95769-2-3

## Награди
- Офицерски кръст на „Ордена на Великия княз на Литва Гядиминас“ (3 февруари 2003 г.).[4]